# باغ تخت (شیراز)

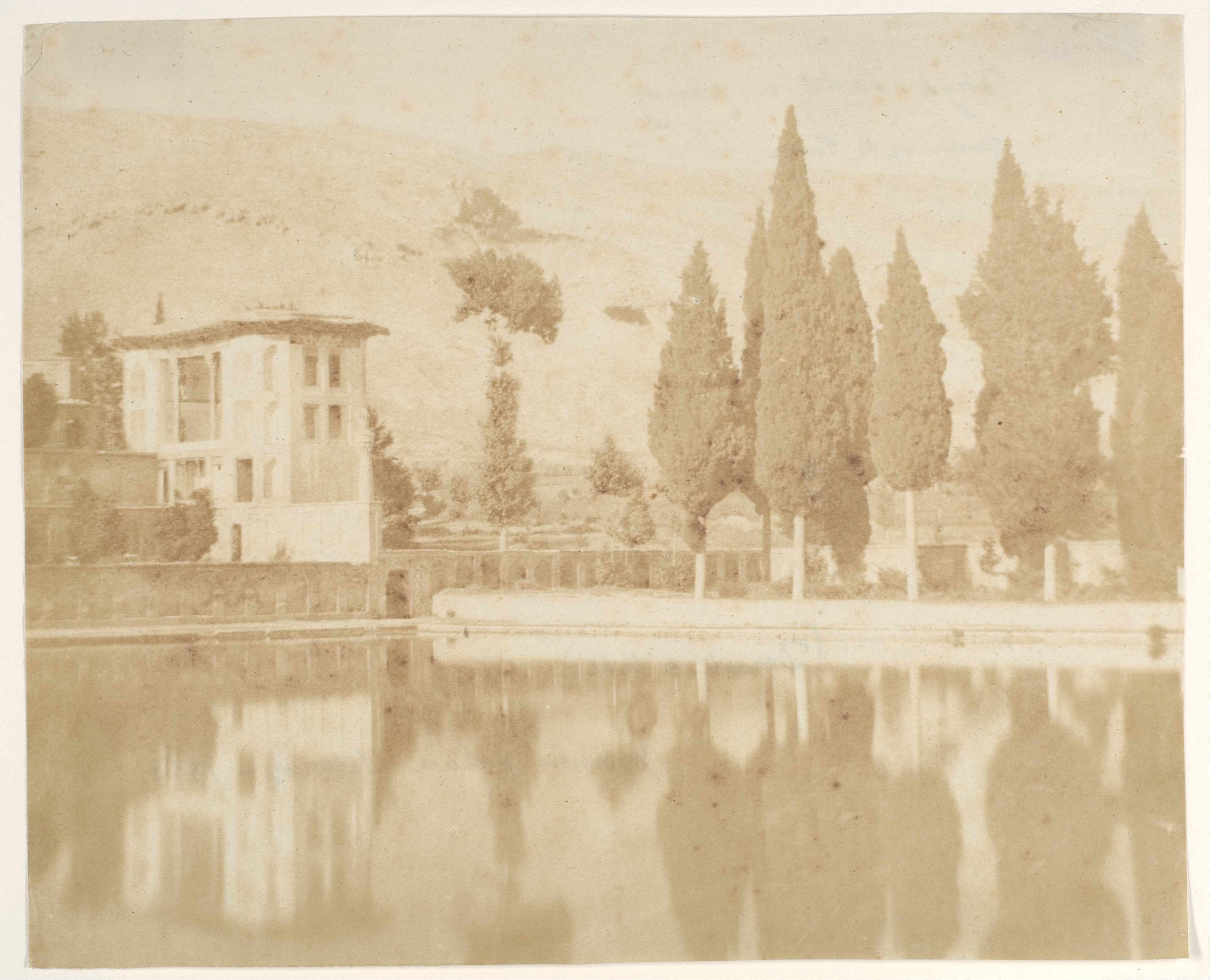
چشم‌انداز باغ تخت شیراز در میانه‌های سده نوزدهم میلادی

باغ تخت قراچه متعلق به خاندان بزرگ قراچه یکی از آثار تاریخی شهر شیراز می‌باشد. این باغ در ارتفاعات شمالی شهر و در دامنهٔ «کوه باباکوهی» واقع شده‌است و در یکی از پادگان‌های نظامی شیراز قرار گرفته‌است. باغ تخت به‌وسیلهٔ «اتابک قراچه» در سال ۴۸۰ هجری احداث گردید و به «تخت قراچه» معروف گشت. در سال ۱۲۶۰ هجری و همزمان با سلطنت آغامحمدخان قاجار، این باغ گسترده‌تر گردید و عمارت جدیدی در آن بنا شد که «تخت قاجار» نام گرفت. این اثر در تاریخ ۲ آبان ۱۳۵۱ با شماره ثبت ۹۱۲ به‌عنوان یکی از آثار ملی ایران به ثبت رسیده است.
این مکان از شمال با بلوار جمهوری، از جنوب با بلوار آزادی، از سمت شرق با خیابان جدید قرآن و از غرب با فلکه گاز محصور گردیده است.  در دوران پهلوی دیگر از آن سرسبزی و خرمی خبری نبود و درختان میوه باغ کاملا از بین رفتند. کرت‌ها خشک و نیمه ویران شدند و نام آن از باغ قاجاریه به باغ تخت تغییر یافت.